# توم هاو
توم هاو (بالإنجليزية: Tom Howe)‏ (5 أكتوبر 1949 في الولايات المتحدة - ) هو لاعب كرة قدم أمريكي في مركز الوسط. لعب مع منيسوتا كيكس ‏ وDenver Dynamos ‏ وسانت لويس ستارز.